# دهدر
دهدر روستایی از توابع شهرستان طالقان در استان البرز ایران است.
زبان مردم این روستا زبان مازندرانی(تاتی) است. از جاذبه‌های گردشگری روستا می‌توان به وجود قلعه کیان خاتون، حمام قدیمی روستا، چشمه آب معدنی گرمدر و لاروسر ، غارهای طبیعی، چشمه آب گرم درمانی (چشمه گروسرک) و… اشاره نمود.

## جمعیت
این روستا در دهستان بالاطالقان قرار دارد و براساس سرشماری مرکز آمار ایران (۳۷خانوار) بوده‌است. در تابستان جمعیت این روستا ۱۲۰۰ نفر و در زمستان به ۳ الی ۴ خانوار کاهش می‌یابد. از نام های خانوادگی این روستا میتوان به کیان، طاهری، قادری، محمودی، اکبریها و ... اشاره کرد.

## زبان گفتاری
اهالی روستای دهدر به گویش طبری طالقانی و تاتی صحبت می‌کنند.